# Тетраселенид трилантана
Тетраселенид трилантана — бинарное неорганическое соединение металла лантана и селена
с формулой La3Se4,
чёрные кристаллы.

## Получение
- Спекание стехиометрических количеств триселенид дилантана и селенида лантана в токе аргона:

{\displaystyle {\mathsf {La_{2}Se_{3}+LaSe\ {\xrightarrow {1000-1400^{o}C}}\ La_{3}Se_{4}}}}

## Физические свойства
Тетраселенид трилантана образует чёрные кристаллы
кубической сингонии,
пространственная группа I 43d,
параметры ячейки a = 0,9055 нм, Z = 4.
При температуре 70 K происходит переход в фазу тетрагональной сингонии,
параметры ячейки a = 0,8971 нм, c = 0,9055 нм при 4,2 К.
Является проводником, при температурах 8-5 К переходит в сверхпроводящее состояние (температура зависит от отклонения от стехиометрического состава).